# Benümb
Benümb (oft auf Benumb geschrieben) war eine US-amerikanische Grindcore-Band aus Oakland, Kalifornien, die 1994 gegründet wurde und sich 2006 auflöste.

## Geschichte
Die Band wurde 1994 in der San Francisco Bay Area gegründet. Angeführt wurde sie durch den Gitarristen Paul Pontikoff, einen russischen Einwanderer. In der folgenden Zeit arbeitete die Gruppe an den ersten Liedern, ehe Mitte 1995 bei Same Day Records eine Split-Veröffentlichung mit Short Hate Temper erschien. In den folgenden eineinhalb Jahren wurde weiter an Liedern geschrieben und zudem Konzerte gespielt mit Bands wie Man Is the Bastard, Spazz, Exhumed, Dystopia und Capitalist Casualties. 1997 nahm Benümb verschiedene Tonträger auf, unter anderem zwei Split-Veröffentlichungen mit The Dukes of Hazzard bzw. Apartment 213. Zudem wurde ihr Auftritt auf dem Fiesta Grande Festival aufgenommen und als Teil des Live-Samplers Fiesta Comes Alive! von Slap A Ham Records veröffentlicht. Daraufhin wurde Relapse Records auf die Band aufmerksam und nahm sie unter Vertrag. Gegen Ende des Jahres erschien hierüber die EP Gear in the Machine. 1998 wurde dem Monkeybite Fanzine eine Live-Split-Flexidisc beigelegt, an der neben Benümb auch Suppression beteiligt war. Im Mai desselben Jahres wurde über Relapse Records das Debütalbum Soul of the Marty veröffentlicht. Das Album enthält neben neuem Material die Lieder der EP Gear in the Machine, Songs der Split-Veröffentlichung mit Apartment 213 und der später erscheinenden Veröffentlichung mit Agoraphobic Nosebleed sowie den kompletten Auftritt von Fiesta Comes Alive!. Der Veröffentlichung folgten mehrere kleine US-Tourneen sowie Auftritte 1998 und 1999 auf dem Milwaukee Metalfest und dem March Metal Meltdown. Im Jahr 2000 erschien das nächste Album Withering Strands of Hope, das mit dem Produzenten Bart Thurber in den House of Faith Studios in Oakland aufgenommen worden war. Im selben Jahr wurde außerdem eine Split-Veröffentlichung mit Bad Acid Trip veröffentlicht. Im Frühling 2002 erschien bei Robotic Empire Records eine Split-Veröffentlichung mit den Labelkollegen Pig Destroyer. Auf dem Tonträger ist Paul Pontikoff erstmals seit seiner Rückkehr wieder als Gitarrist zu hören. 2003 erschien über Relapse Records das Album By Means of Upheaval, ehe im Jahr 2005 über Let It Burn Records eine Split-Veröffentlichung mit Premonitions of War veröffentlicht wurde. Im folgenden Jahr löste sich die Band auf.

## Stil
Jason Ankeny von Allmusic ordnete die Band dem Grindcore zu. Laut rockdetector.com vermischt die Band Death Metal und Hardcore Punk. Joel McIver fand in seinem Buch Extreme Metal II eine Mischung aus Hardcore Punk und Thrash Metal als passendere Umschreibung. Soul of the Marty beschrieb er hingegen als klassischen Grindcore, wobei Withering Strands of Hope noch aggressiver sei. Martin Popoff schrieb in seinem Buch The Collector’s Guide of Heavy Metal Volume 3: The Nineties, dass auf Soul of the Marty extremer, recht eingängiger Grindcore zu hören ist. Das Album sei typisch für eine Relapse-Records-Veröffentlichung. Zudem gebe es hierauf eine beklemmende Mischung aus verschwommenem, mathematischem, mit Crustcore vermischtem Grindcore. Die Songs seien meist sehr kurz. David Perri meinte in The Collector’s Guide of Heavy Metal Volume 4: The ’00s, dass man auf Withering Strands of Hope bereits die später gegründeten Vulgar Pigeons erkennen kann. Die Musik sei meist aggressiv. Bei By Means of Upheaval verhalte es sich ähnlich. Der hier zu hörende Grindcore eigne sich gut zur Aggressionsbewältigung. André Bohnensack vom Ox-Fanzine schrieb in seiner Rezension zu By Means of Upheaval, dass die Band kaum vom ursprünglichen Grindcore abweicht. Es gebe nur wenige Lieder, die länger als zwei Minuten seien, meistens würden sie nur wenige Sekunden dauern, wobei sich die Songs kaum voneinander unterscheiden würden. Charakteristisch seien zudem „primitivste Riffs, [ein] kurzes quietschendes Übers-Griffbrett-Rutschen, was dann so 'ne Art Lead sein soll, Blast-Beats, etwas langsamere Mosh-Parts zur Auflockerung und ellenlange, teils gesellschaftskritische Texte, die kein Mensch versteht“. Der Sänger sei dabei kein „Grunzer“, sondern eher ein „Brüller“. Robert Müller vom Metal Hammer fasste die Musik auf Withering Strands of Hope als „wütenden Metal-Grind“. Die Songs seien „oft nur Sekunden andauernde Explosionen wilder Blastbeats, grollender Riffs und wilder Schreie“. Er zog einen Vergleich zu den Napalm-Death-Alben Scum und From Enslavement to Obliteration, wobei der Gesang jedoch anders sei. Die Texte seien gesellschaftskritisch und politisch, jedoch kaum verständlich. In einer späteren Ausgabe rezensierte Martin Wickler By Means of Upheaval. Hierauf sei Grindcore zu hören, der jedoch nur nach unstrukturiertem Lärm klinge. Zudem gebe es „stumpfes Geknüppel mit Riffs und Akkordfolgen, die bereits auf unzähligen Alben in aufregenderer Form aneinander gereiht wurden“. Der Gesang sei meist ausdruckslos und monoton gebrüllt.

## Diskografie
- 1995: Short Hate Temper / Benümb (Split mit Short Hate Temper, Same Day Records)
- 1997: Apartment 213 / Benümb (Split mit Apartment 213, Metal Enterprise Records)
- 1997: Benümb / The Dukes of Hazzard (Split mit The Dukes of Hazard, Slap A Ham Records)
- 1997: Gear in the Machine (EP, Relapse Records)
- 1998: Soul of the Martyr (Album, Relapse Records)
- 1998: Benümb / Suppression (Split mit Suppression, Monkeybite Fanzine)
- 2000: Bad Acid Trip / Benümb (Split mit Bad Acid Trip, Agitate 96 Records)
- 2000: Withering Strands of Hope (Album, Relapse Records)
- 2002: Ssp…sp..split (Split mit Agoraphobic Nosebleed, Relapse Records)
- 2002: Benümb / Pig Destroyer (Split mit Pig Destroyer, Robotic Empire Records)
- 2003: By Means of Upheaval (Album, Relapse Records)
- 2005: Premonitions of War & Benümb (Split mit Premonitions of War, Let It Burn Records)